# Kirche von Agri

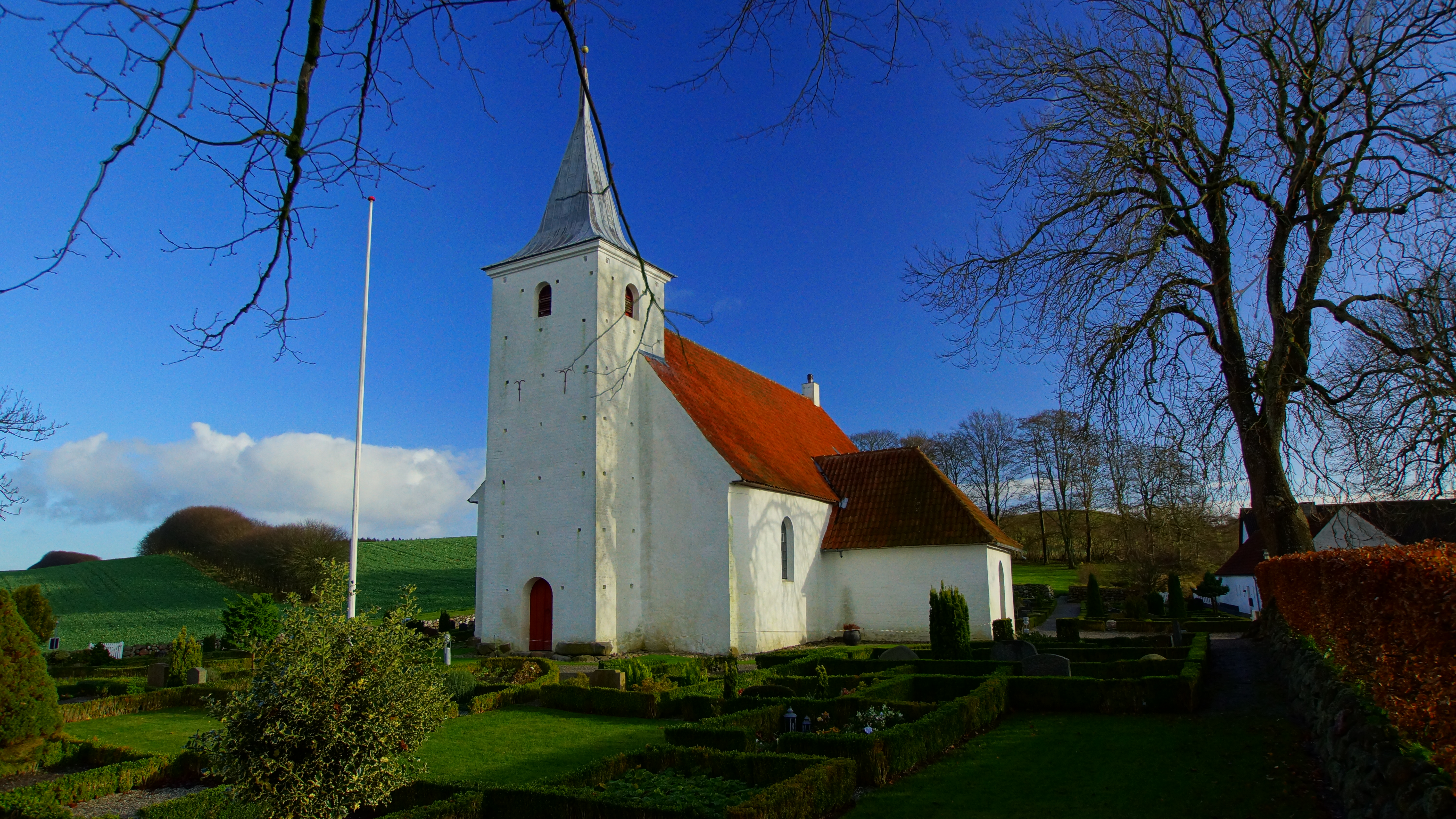
Kirche von Agri.

## Dorf
Agri ist ein Dorf in der Kommune Syddjurs in der Region Midtjylland. Es liegt auf der Halbinsel Mols, die ein Teil der Halbinsel Djursland ist, das den östlichen Teil von Jütland in Dänemark bildet. Durch das Dorf führt die Ferienstraße Margeritenroute.

## Kirche
Die kleine Kirche im Dorf liegt nahe dem höchsten Punkt der Mols Bjerge.
Der um das Jahr 1200 als romanische Kirche errichtete Bau bestand aus Chor und Kirchenschiff. Für diesen Bereich wurde roher Feldstein als Baumaterial verwendet. Später hat man sie zu einem gotischen Langhaus umgestaltet, bei dem der Chor direkt an das Kirchenschiff anschließt. Die Wiederverwendung der alten Quadersteine ist im Gemäuer der weißen Kirche zu sehen. Der schiefergedeckte Turm und die Kirchenvorhalle wurden erst im 18. Jahrhundert angefügt. Der ehemalige Fraueneingang, mit gotischem Spitzbogen und der Eingang für den Pfarrer mit Flachbogen wurden zugemauert.

## Innenausstattung

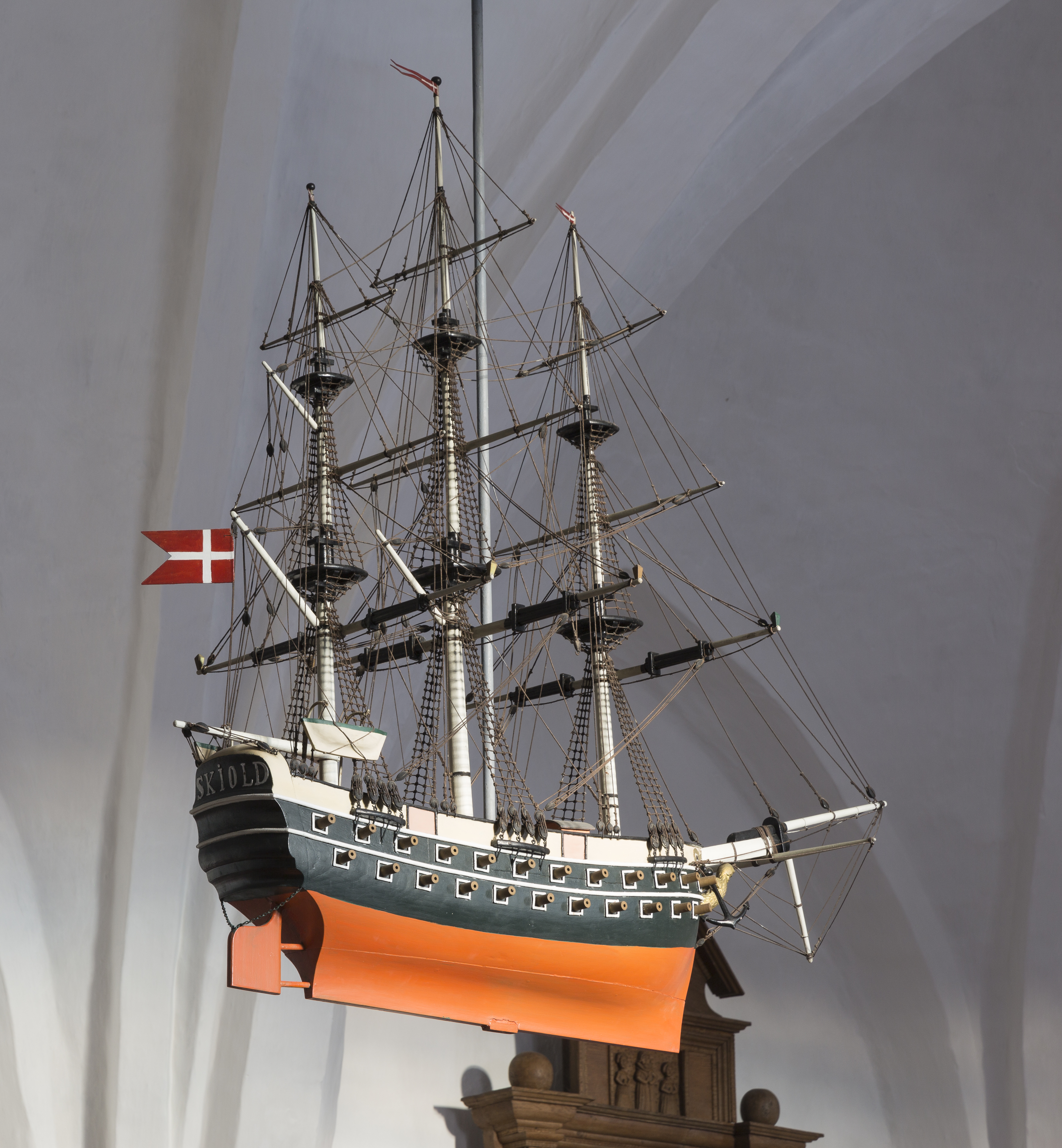
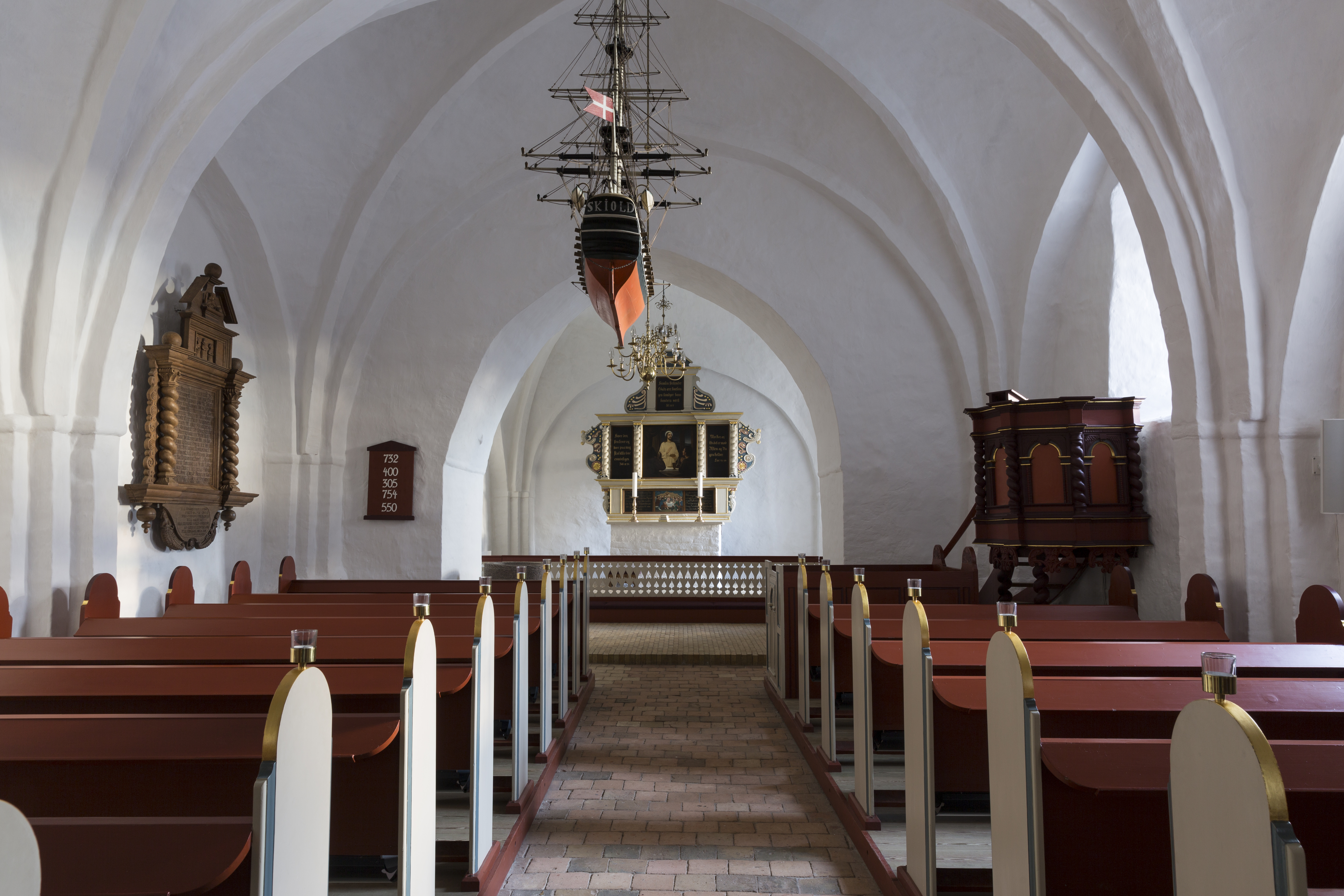
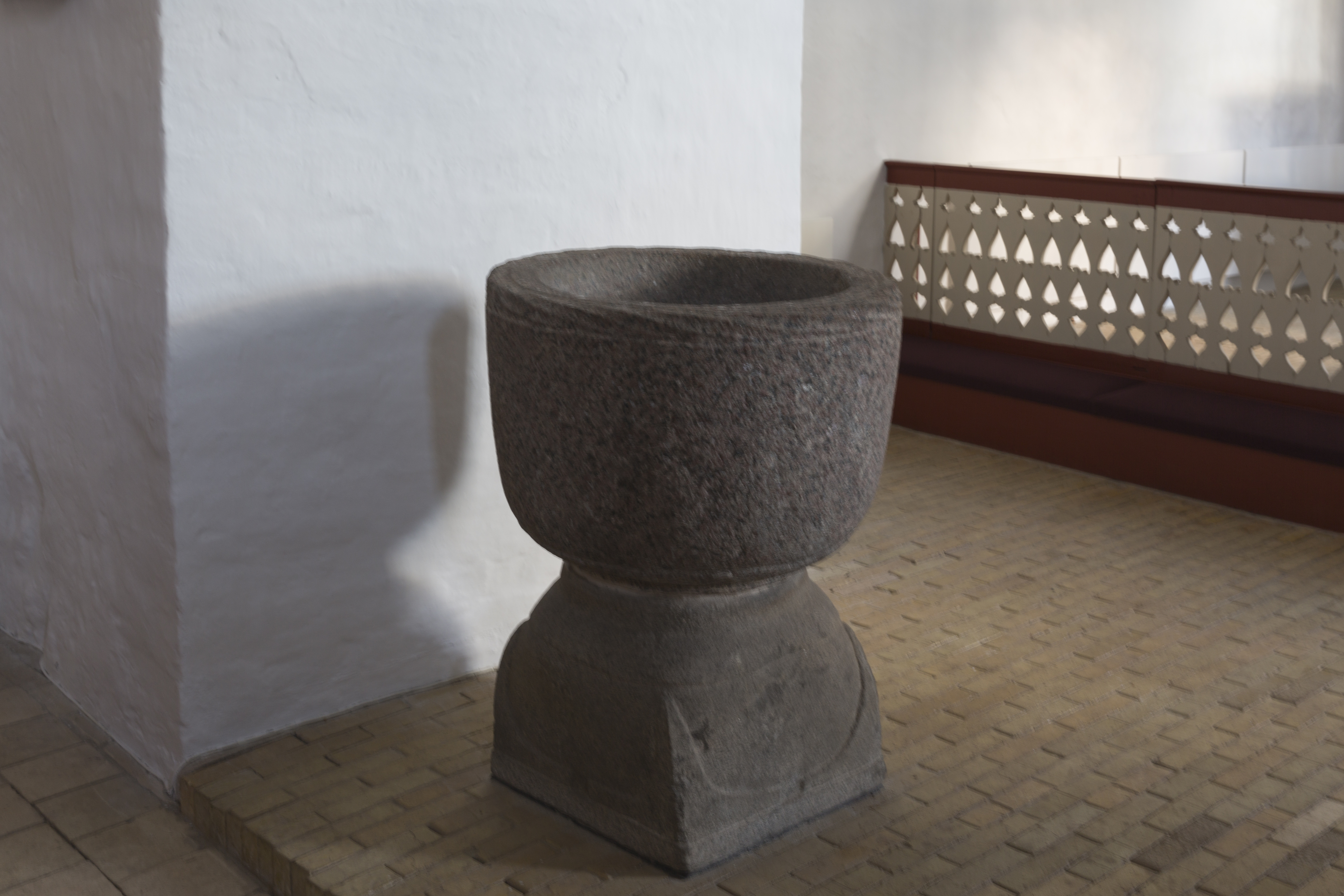

- Romanisches Granittaufbecken mit Tauwerk-Verzierung.
- Altar in ländlichem Barock vier geschlungene Säulen auf. In der Mitte ein neueres Gemälde mit Namen Emaus. Auf der hinteren Verkleidung ist eine Tafel mit den Namen der Pfarrer eingraviert, die in der Kirche Dienst getan haben. Der gleiche Tischler, der den Altar herstellte, hat auch die Kanzel und das Epitaph angefertigt.

Das in der Kirche aufgehängte Votivschiff ist die Skjold (Schild) aus dem Jahre 1881, eine Fregatte mit zwei Kanonen. Sie wurde der Kirche von drei jungen Männern aus Agri geschenkt.
Kalkmalereien kamen bei der Restaurierung im Jahre 1990 zum Vorschein. Sie sind wahrscheinlich um 1520 zusammen mit dem Rippen-Gewölbe, das sie zieren, angefertigt worden. Am Altar entdeckte man eine ältere Inschrift und drei Gemälde: Mose mit den zehn Geboten, die Kreuzigung Christi und das Abendmahl Jesu.